# 佩德罗索村
佩德罗索村，是西班牙埃斯特雷马杜拉卡塞雷斯省的一个市镇。总面积242平方公里，总人口847人（2001年），人口密度4人/平方公里。